# Баас, Питер
Питер Баас (нидерл. Pieter Baas; 28 апреля 1944, Вирингермер — 29 апреля 2024) — голландский ботаник, заслуженный профессор систематики растений Лейденского университета, с 1991 по 1999 год был директором Королевского гербария Нидерландов. Баас специализируется на анатомии древесины. Член Международной академии наук о древесине.

## Биография
Родился 28 апреля 1944 года в муниципалитете Вирингермеер. Начальное образование получил в Высшей гражданской школе. В 17 лет во время уборки картофеля он увидел камышовую жабу, пересекавшую тропинку, оценил красоту природы и решил изучать естественную историю, ранее подумывая об изучении истории. В 1962 году Баас начал изучать биологию в Лейденском университете. На первом курсе биологии Баас возненавидел систематику растений, поскольку почти не знал ни растений, ни животных. Он предпочитал анатомию и физиологию растений. Во время учёбы ему предложили работу в Королевском гербарии Нидерландов, гербарии Лейденского университета, директором которого был Корнелис Гийсберт Геррит Ян ван Стенис. Баас отклонил это предложение, не желая работать в гербарии. На последний год обучения Баас хотел остаться в Королевском ботаническом саду в Кью. Ван Стенис согласился на это, если Баас пройдёт курс систематики. В 1968—1969 годах Баас учился в лаборатории Джодрелла Королевского ботанического сада под руководством профессора Чарльза Рассела Меткалфа. По возвращении из Великобритании Баас обратился к ван Стенису и попросил принять его на работу в качестве эксперта по анатомии древесины. В 1969 году Баас стал сотрудником Королевского гербария.
В 1975 году получил степень доктора философии по анатомии древесины, защитив диссертацию на тему «Comparative anatomy of Ilex, Nemopanthus, Sphenostemon, Phelline, and Oncotheca». В 1987 году стал профессором систематики растений в Лейденском университете. В 1989 году был председателем организационного комитета первого симпозиума Flora Malesiana. В 1991 году стал штатным профессором, сменив Корнелиса Калкмана.

### Королевский гербарий Нидерландов
В 1991 году Баас стал научным директором Королевского гербария. На Бааса оказали давление, чтобы он занял эту должность вместо Корнелиса Калкмана. Несмотря на то, что он был научным сотрудником и не очень интересовался руководством и управлением, Баас занял должность директора из чувства долга.
Через два года после начала работы директором Королевского гербария декан факультета математики и естественных наук университета планировал сократить бюджет вдвое, что вынудило бы Бааса уволить весь научный персонал. Баас сообщил об этом королеве Нидерландов Беатрикс. Беатрикс обсудила этот вопрос с министром образования, культуры и науки Йо Ритценом. Ритцен предпочёл, чтобы экспонаты коллекции были возвращены в страны происхождения. Последовала шестилетняя борьба, после которой министерство выделило деньги на биологические коллекции широкого значения. Баас назвал это «своим лучшим моментом».
Совет университета и Королевская академия наук и искусств Нидерландов поддержали желание Бааса сохранить коллекцию, и был создан специальный фонд. В 1999 году из коллекций гербариев Лейденского, Утрехтского и Вагенингенского университетов был создан Национальный гербарий Нидерландов. Ритцен впоследствии отрицал влияние Беатрикс в этом вопросе, в то время как Баас был убеждён, что Беатрикс помогла в создании института. Баас стал директором вновь созданного Национального гербария.
За время своего пребывания на посту директора Баасу удалось улучшить работу по оцифровке и проекты по сохранению природы в институте. Кроме того, была начата работа по секвенированию ДНК коллекции. Национальный гербарий также объединил усилия с Центром биоразнообразия Naturalis, Зоологическим музеем Амстердама и Центром исследований биоразнообразия.
В апреле 2005 года Баас ушёл в отставку с поста профессора, а в сентябре 2005 года — с поста директора, и его сменил Эрик Сметс. До 65 лет работал в институте по контракту с нулевой ставкой, а затем вернулся к исследованиям анатомии древесины. С 2013 года продолжал работать в качестве почётного профессора и почётного сотрудника Центра биоразнообразия Naturalis, института-преемника Национального гербария Нидерландов.

### Исследования
Основные исследования Бааса связаны с эволюцией анатомического разнообразия древесины и значением биологии деревьев в связи с глобальными изменениями окружающей среды. Он также интересуется анатомией растений, как систематической, так и филогенетической, культурой древесины, биоразнообразием, биоисторией, охраной природы, а также микроскопической идентификацией древесины. Он изучал роль ботанических садов в образовании и научных исследованиях.
С 1976 года Баас являлся главным редактором журнала International Association of Wood Anatomists Journal. Как эксперта по анатомии древесины, Бааса иногда просили выступить в качестве научного эксперта в полицейских расследованиях, касающихся деревянного оружия или инструментов.

### Награды, почести и личная жизнь
В 1987 году Баас стал членом-корреспондентом Ботанического общества Америки, а в 2000 году — членом Королевской академии наук и искусств Нидерландов. Являлся членом Международной академии наук о древесине. В 2003 году получил Медаль Линнея Лондонского Линнеевского общества. В 2005 году Баас стал кавалером ордена Нидерландского льва. В его честь названы виды Ilex baasii и Baasoxylon.
Находясь в Шри-Ланке в 2004 году, Баас пережил цунами в Индийском океане.
Умер 29 апреля 2024 года в возрасте 80 лет.